# Trincadeira
Le trincadeira, ou tinta amarela, est un cépage noir parmi les plus répandus au Portugal. Il fait également partie des cépages les plus couramment utilisés dans la production de vins de Porto.

## Origine
Le trincadeira est un cépage autochtone du Portugal et l'un des plus anciens du pays. Il provient probablement de la région de l'Oeste au nord de Lisbonne et c'est le cépage le plus ancien et le plus largement planté de la région de l'Alentejo.
Le suffixe « amarela » (signifiant « jaune ») de son synonyme Tinta Amarela (ou Tinta Amarella) provient de la couleur jaune que prennent les pousses de la plante.

## Zones de culture
Bien que cette variété soit cultivée dans l’ensemble du Portugal sur une superficie totale de 14 220 hectares (2010) et présente dans de nombreuses appellations (DOC), elle prédomine dans les régions de l’Alentejo, du Douro, du Dão et dans le bassin du Tage. Il occupe le 3e rang des cépages rouges les plus cultivés au Portugal.
Le cépage est recommandé par la réglementation dans les sous-régions portugaises du Trás-os-Montes, de Beira Interior, de Cova da Beira, du Ribatejo, de l'Oeste et de l'Alentejo. Il est également autorisé dans la région du Minho et en Algarve mais aussi dans le Douro pour la production de vins de Porto où il est classé parmi les six meilleurs cépages.
En dehors du Portugal, il est présent en Espagne et en Afrique du Sud en petite quantité.

## Caractéristiques

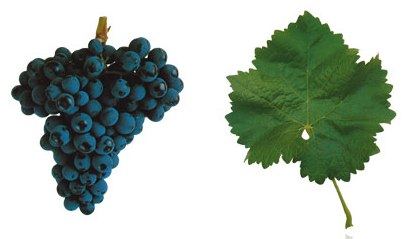
Grappe et feuille de Trincadeira.

C'est une variété à petites ou moyennes baies, uniformes, de forme ronde, et de couleur bleue-noire.

## Aptitudes culturales
Le cépage est fertile et mûrit relativement tôt. Il a un profil très productif et est sujet à des rendements élevés, mais qui peuvent être irréguliers. Il n'est pas facile à cultiver et doit être accompagné, limité dans sa vigueur, afin de lui offrir les bonnes conditions lui permettant de fournir des fruits de haute qualité aptes à la production de vins riches en couleurs et en saveurs.
La variété est sensible à la pourriture grise et à d'autres maladies fongiques, mais présente une résistance élevée à la chaleur et à la sécheresse. Il est donc particulièrement adapté aux climats secs et chauds.
Une taille soignée est nécessaire pour obtenir un bon équilibre entre production et croissance, ce qui n’est certainement pas aisé avec ce cépage.
Dans la région du Douro, le climat local caractéristique et unique est extrêmement propice à sa culture. La présence du cépage dans cette région s'est par conséquent intensifiée, tandis que dans les autres régions les surfaces ont tendance à baisser, les viticulteurs recherchant des variétés moins exigeantes.

## Potentiel technologique
Lorsque la variété atteint son apogée, elle donne des vins, élégants et équilibrés, avec une bonne acidité, une teneur en alcool rarement très élevée, une bonne structure et du corps, savoureux et d'une forte intensité aromatique.
Le cépage est apprécié pour la couleur rouge grenat intense des vins qu'il produit et ses arômes expressifs soulignant, dans leur jeunesse, principalement les fruits rouges tels que la framboise, les fruits noirs comme la prune noire, et les fleurs, ainsi que le chocolat, le poivre et le thé noir avec également des notes herbacées et épicées (clou de girofle, cannelle). En vieillissant, il développe des arômes de mûres acidulées et de fruits compotés raffinés et complexes.
La variété présente des tanins abondants et souples qui s’améliorent avec quelques années en bouteille pour devenir agréables, ronds et doux. Les vins offrent un grand potentiel de maturation en fûts de chêne et, dans les meilleures années, peuvent vieillir en bouteille plus de 20 ans.
Le cépage est également utilisé pour être assemblé avec des variétés à structure plus riche, comme le tempranillo (ou aragonês), dans les régions bordant le Tage, ou le touriga nacional, dans les régions du Douro et du Dão.

## Synonymes
Le trincadeira est aussi connu sous les noms suivants (les régions où le synonyme est particulièrement utilisé sont présentées entre parenthèses):
- Black Alicante
- Black Portugal
- Castelao de Cova da Beira
- Castiço (Aveiras de Cima (pt))
- Crato Preto (Algarve)
- Crato Tinto
- Espadeiro (Setúbal)
- Espadeiro de Setubal
- Espadeiro do Sul
- Espadeiro Tinto
- Folha de Adobora
- Malvasia
- Malvasia Rey
- Moreto Mortagua
- Mortagua (Torres Vedras et Alenquer)
- Mortagua Preto
- Mourisco Branco
- Mourisco Vero
- Mourteira
- Mourteiro
- Murteira (Setúbal)
- Negrada
- Padeiro Bravo
- Portugal
- Preto Martinho (Arruda et Bucelas)
- Preto Rifete
- Rabo de Ovelha Tinto
- Rifete
- Rosete Espalhado
- Rosete Espanhol
- Tinta Amarela (Douro et Trás-os-Montes)
- Tinta Amarella
- Tinta Amerelha
- Tinta Carvallera
- Tinta Manuola
- Torneiro
- Trincadeira Preta (Alentejo et Ribatejo)